# Savannah Dooley
Pour les articles homonymes, voir Savannah et Dooley.
Savannah Dooley est une scénariste, réalisatrice et productrice américaine.

## Biographie
Savannah Dooley est la fille de Paul Dooley et de Winnie Holzman (en).

## Filmographie
| année | titre                       | scénariste  | productrice | réalisatrice | notes           |
| ----- | --------------------------- | ----------- | ----------- | ------------ | --------------- |
| 2007  | What Goes On                | x épisodes  |             |              | série télévisée |
| 2010  | Snapshot                    | Oui         | Oui         | Oui          | court métrage   |
| 2010  | Huge (en)                   | 10 épisodes | 10 épisodes |              | série télévisée |
| 2010  | Santa Baby                  |             | Oui         |              | court métrage   |
| 2012  | Dream Couch Sold Separately | Oui         |             | Oui          | court métrage   |